# Belzeni, Vaslui
Belzeni este un sat în comuna Dragomirești din județul Vaslui, Moldova, România.